# Gegants nous de Sants
Els Gegants nous de Sants són uns gegants de Barcelona que s'anomenen Xava i Xinxa i representen dos obrers treballadors de l'Espanya Industrial, una antiga fàbrica tèxtil que s'instal·là al barri a mitjan segle xix i que ocupava el lloc del parc que avui porta aquest nom. Els noms triats per als gegants també els relacionen amb el seu origen: Xava fa referència a la gran quantitat d'immigrants del sud de la Península que van venir a treballar a les fàbriques de Sants, que parlaven català amb accent de la seva terra; Xinxa, en canvi, recorda que les treballadores sortien del carrer molt brutes i amb pudor de les màquines que feien servir.
La història dels gegants nous comença el 1986, un any després de la recuperació dels vells, quan els geganters i entitats del barri decideixen que, al costat de la parella tradicional, calen unes figures més actuals i representatives de Sants.
En Xava i la Xinxa són obra del Gremi d'Artistes de Sants, que els va enllestir el 1986 mateix i de seguida es pogueren presentar al parc de l'Espanya Industrial. Tanmateix, l'any següent va caldre refer les figures de cap a cap, feina que s'encarregà al mestre imatger Domènec Umbert.
Els Gegants nous de Sants tenen una funció important en el calendari festiu del barri: participen en l'acte de lectura del pregó de la festa major, a l'agost, i són amfitrions d'una gran trobada gegantera a l'abril, amb les altres figures de la zona. Quan no surten són exposats permanentment al centre cívic Cotxeres de Sants.